# Demarai Gray
Pour les articles homonymes, voir Gray.
Demarai Gray, né le 28 juin 1996 à Birmingham en Angleterre, est un footballeur international jamaïcain qui évolue au poste d'ailier gauche à Birmingham City.
Il possède également la nationalité britannique.

## Biographie

### En club

#### Birmingham City
Formé à Birmingham City, Demarai Gray dispute son premier match avec l'équipe première le 1er octobre 2013 contre Millwall en D2 anglaise (victoire 4-0), il est alors âgé de dix-sept ans. Le 9 décembre suivant, il signe son premier contrat professionnel avec les Blues. Le 21 avril 2014, Gray marque son premier but au niveau professionnel face à Blackburn. Birmingham s'incline cependant 2-4.
Devenu titulaire lors de la saison suivante, il prend part quarante-et-un matchs de championnat et inscrit six buts.

#### Leicester City
Le 4 janvier 2016, Gray s'engage pour quatre ans et demi avec Leicester City. Six jours plus tard, il fait ses débuts sous le maillot des Foxes face à Tottenham Hotspur en Coupe d'Angleterre (2-2). Le 16 janvier 2016, il entre en jeu pour la première fois en Premier League contre Aston Villa (1-1). Régulièrement aligné en seconde partie de saison, Demarai Gray participe à douze rencontres de Premier League avec Leicester City, sacré champion d'Angleterre.
Le 14 septembre 2016, le milieu anglais dispute sa première rencontre de Ligue des champions face au FC Bruges (victoire 0-3). Le 24 du même mois, il inscrit son premier but dans l'élite anglaise sur le terrain de Manchester United. Le club de Leicester s'incline cependant 4-1.

#### Bayer Leverkusen
Transféré au Bayer Leverkusen le 31 janvier 2021, Gray ne reste que six mois en Allemagne, durant lesquels il inscrit seulement un but en douze matchs.

#### Everton FC
Le 22 juillet 2021, Demarai Gray s'engage pour trois ans (+ une quatrième année en option) avec l'Everton FC.

### En sélection
Le 26 mars 2016, Gray fait ses débuts avec l'équipe d'Angleterre espoirs lors d'un match contre la Suisse (1-1).
En 2017, il inscrit deux buts lors du Championnat d'Europe espoirs.
Le 27 mai 2019, il fait partie des vingt-trois joueurs sélectionnés pour participer à l'Euro espoirs 2019 avec l'équipe d'Angleterre.
Il est appelé pour la première fois avec l'équipe de Jamaïque à l'occasion de la Gold Cup 2023.

## Statistiques
| Saison                | Club                  | Championnat           | Championnat | Championnat | Coupe(s) nationale(s) | Coupe(s) nationale(s) | Supercoupe | Supercoupe | Compétition(s) continentale(s) | Compétition(s) continentale(s) | Compétition(s) continentale(s) | Total | Total |
| Saison                | Club                  | Division              | M.          | B.          | M.                    | B.                    | M.         | B.         | Comp.                          | M.                             | B.                             | M.    | B.    |
| 2013-2014             | Birmingham City       | Championship          | 7           | 1           | 2                     | 0                     | -          | -          | -                              | -                              | -                              | 9     | 1     |
| 2014-2015             | Birmingham City       | Championship          | 41          | 6           | 2                     | 0                     | -          | -          | -                              | -                              | -                              | 43    | 6     |
| 2015-2016             | Birmingham City       | Championship          | 24          | 1           | 2                     | 0                     | -          | -          | -                              | -                              | -                              | 26    | 1     |
| Sous-total            | Sous-total            | Sous-total            | 72          | 8           | 6                     | 0                     | -          | -          | -                              | -                              | -                              | 78    | 8     |
| 2015-2016             | Leicester City        | Premier League        | 12          | 0           | 2                     | 0                     | -          | -          | -                              | -                              | -                              | 14    | 0     |
| 2016-2017             | Leicester City        | Premier League        | 30          | 1           | 5                     | 1                     | 1          | 0          | C1                             | 5                              | 0                              | 41    | 2     |
| 2017-2018             | Leicester City        | Premier League        | 35          | 3           | 9                     | 1                     | -          | -          | -                              | -                              | -                              | 44    | 4     |
| 2018-2019             | Leicester City        | Premier League        | 34          | 4           | 5                     | 0                     | -          | -          | -                              | -                              | -                              | 39    | 4     |
| 2019-2020             | Leicester City        | Premier League        | 21          | 2           | 8                     | 1                     | -          | -          | -                              | -                              | -                              | 29    | 3     |
| 2020-2021             | Leicester City        | Premier League        | 1           | 0           | 1                     | 0                     | -          | -          | -                              | -                              | -                              | 2     | 0     |
| Sous-total            | Sous-total            | Sous-total            | 133         | 10          | 30                    | 3                     | 1          | 0          | -                              | 5                              | 0                              | 169   | 13    |
| 2020-2021             | Bayer Leverkusen      | Bundesliga            | 10          | 1           | -                     | -                     | -          | -          | C3                             | 2                              | 0                              | 12    | 1     |
| Sous-total            | Sous-total            | Sous-total            | 10          | 1           | -                     | -                     | -          | -          | -                              | 2                              | 0                              | 12    | 1     |
| 2021-2022             | Everton FC            | Premier League        | 34          | 5           | 5                     | 1                     | -          | -          | -                              | -                              | -                              | 39    | 6     |
| 2022-2023             | Everton FC            | Premier League        | 33          | 4           | 3                     | 2                     | -          | -          | -                              | -                              | -                              | 36    | 6     |
| Sous-total            | Sous-total            | Sous-total            | 67          | 9           | 8                     | 3                     | -          | -          | -                              | -                              | -                              | 75    | 12    |
| 2023-2024             | Al-Ettifaq FC         | Saudi Pro League      | 23          | 4           | 2                     | 0                     | -          | -          | -                              | -                              | -                              | 25    | 4     |
| 2024-2025             | Al-Ettifaq FC         | Saudi Pro League      | 24          | 0           | 1                     | 0                     | -          | -          | CGCC                           | 4                              | 1                              | 29    | 1     |
| Sous-total            | Sous-total            | Sous-total            | 47          | 4           | 3                     | 0                     | -          | -          | -                              | 4                              | 1                              | 54    | 5     |
| Total sur la carrière | Total sur la carrière | Total sur la carrière | 329         | 32          | 47                    | 6                     | 1          | 0          | -                              | 11                             | 1                              | 388   | 39    |

## Palmarès

### En club
- Leicester City
  - Champion d'Angleterre en 2016.

### Distinctions individuelles
- Membre de l'équipe-type de la Gold Cup en 2023.
- But du mois de Premier League en décembre 2022.